# Église Saint-Vincent de Montguyon
L'église Saint-Vincent est une église située à Vassiac, faubourg de Montguyon, dans le département français de la Charente-Maritime en région Nouvelle-Aquitaine.

## Historique
L'église est inscrite au titre des monuments historiques par arrêté du 11 avril 1947.

## Galerie

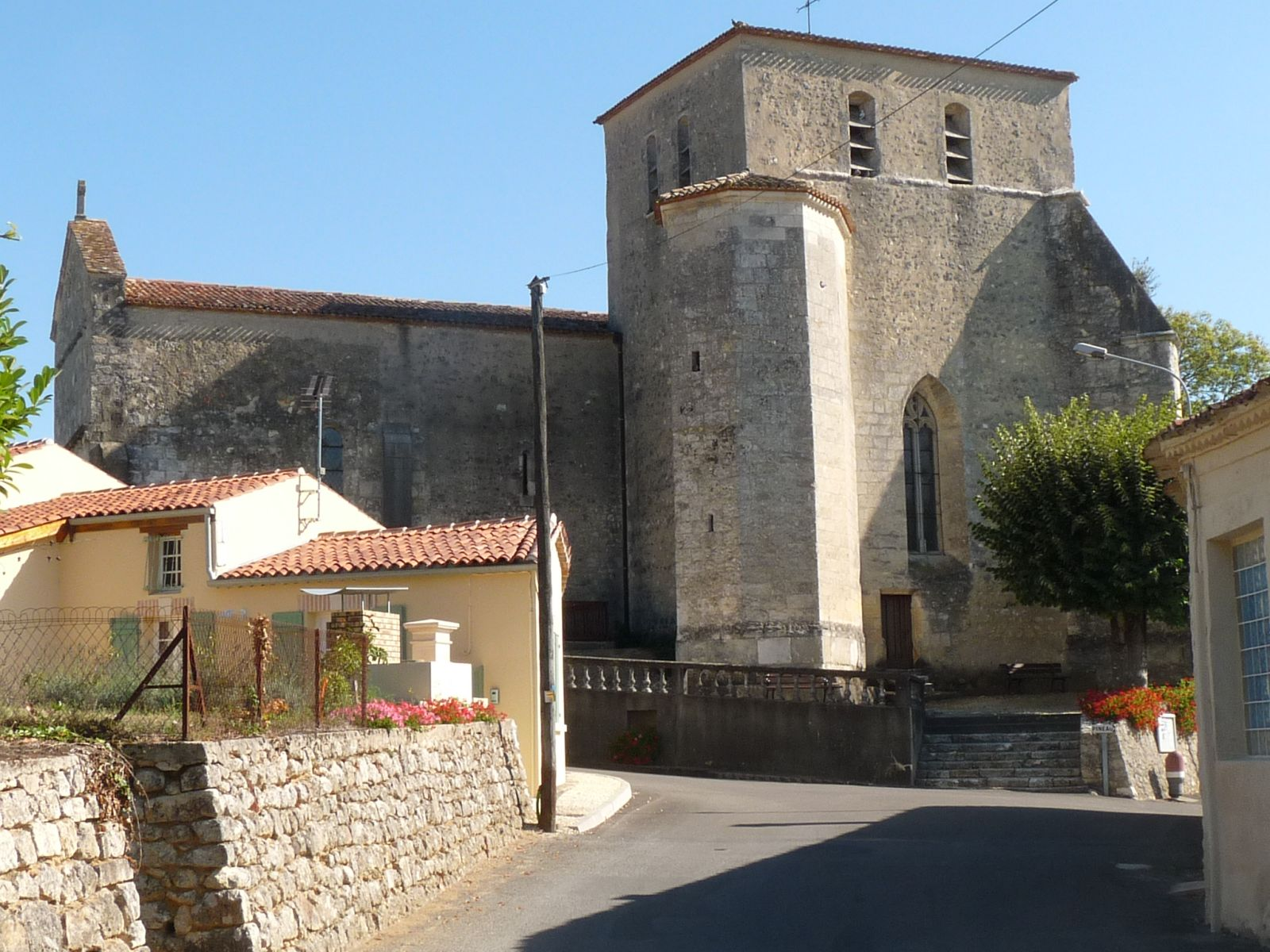
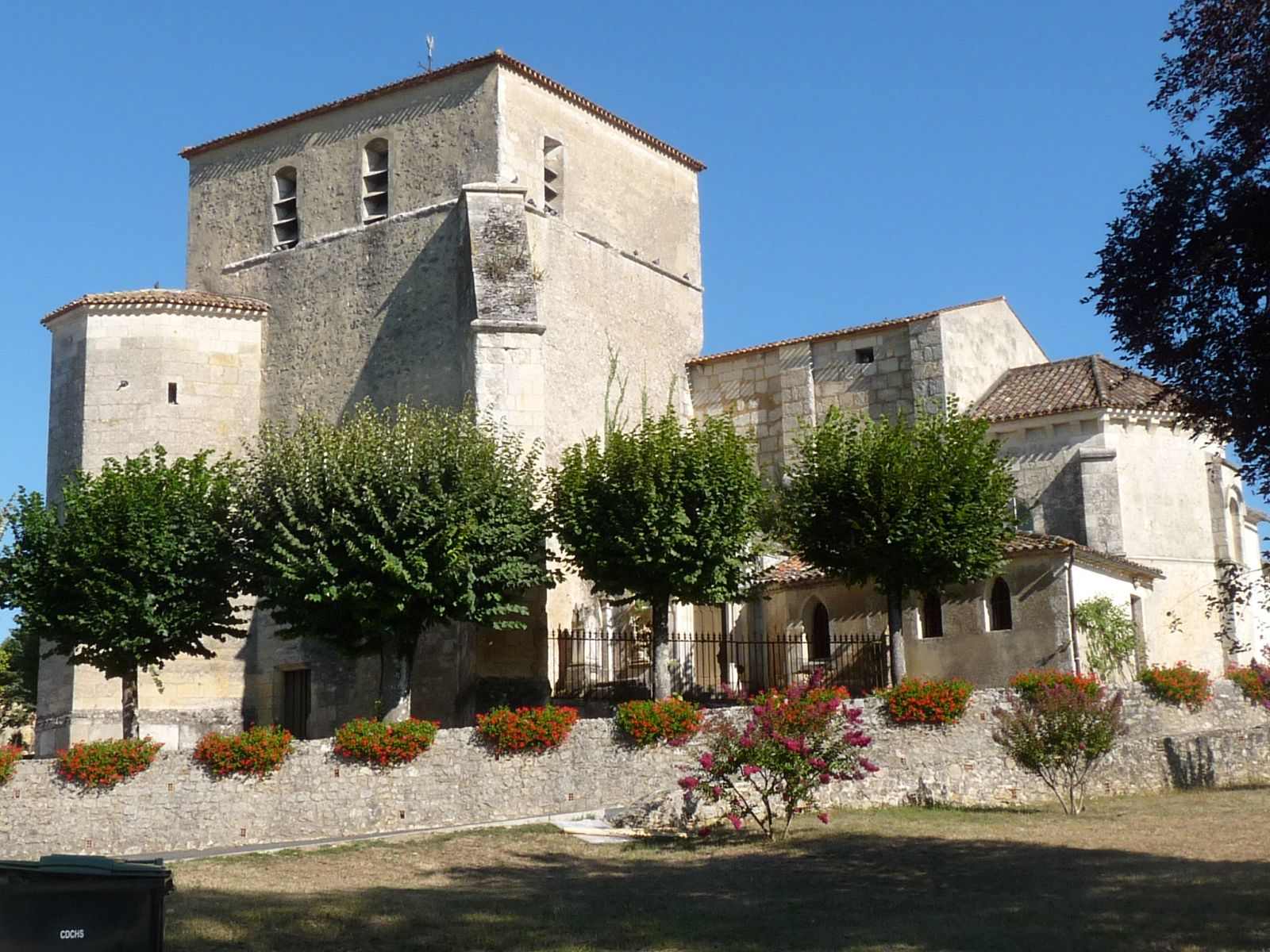
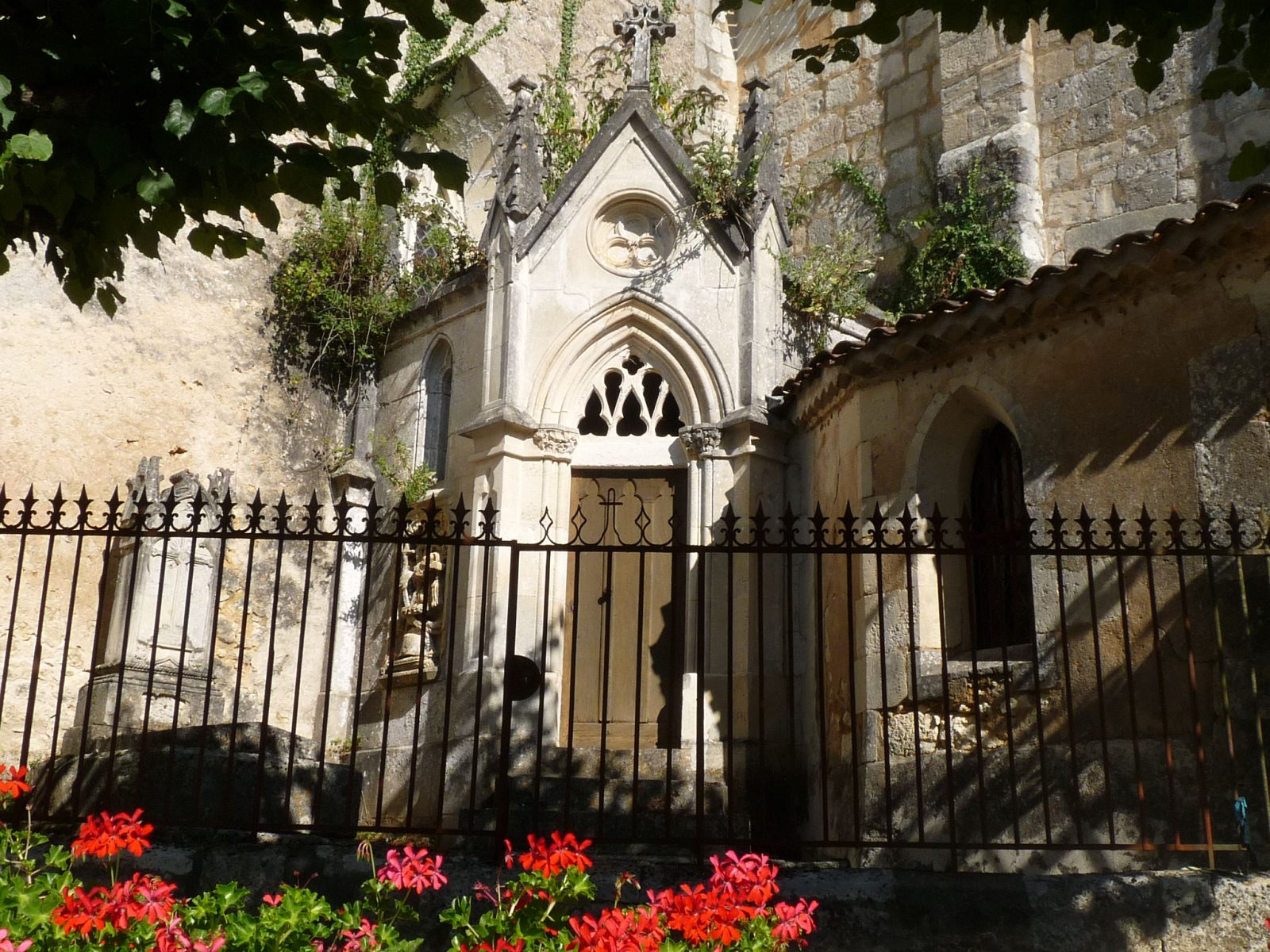
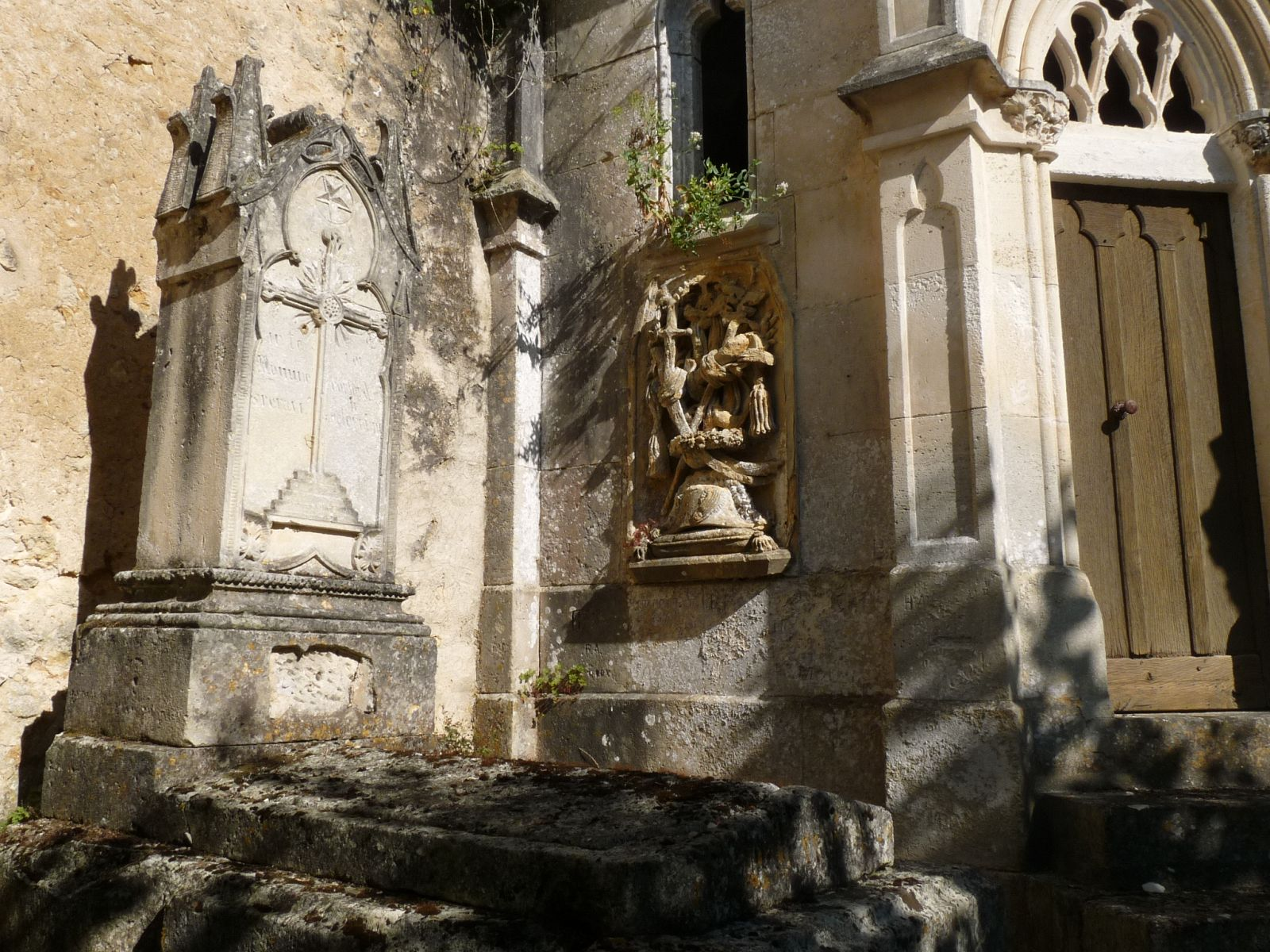